# DeeAnn M. Reeder
DeeAnn Marie Reeder (* 30. Mai 1969) ist eine US-amerikanische Mammalogin, die sich vornehmlich den Fledermäusen und ihren Krankheiten widmet.

## Leben
Reeder erlangte 1991 den Bachelor of Arts an der University of California, Berkeley und 1997 den Master of Science an der University of California, Davis. Im Jahr 2001 wurde sie mit der Dissertation The biology of parenting in the monogamous titi monkey (Callicebus moloch) unter der Leitung von Sally Mendoza zum Ph.D. an der University of California, Davis promoviert. Zur Vorbereitung ihrer Doktorarbeit reiste sie nach Costa Rica, wo sie die Rotbauch-Springaffen studierte.
Reeder wechselte 2005 als Assistant Professor zur Bucknell University in Lewisburg, Pennsylvania, nachdem sie unter der Leitung von Thomas H. Kunz ihre Postdoc-Phase an der Boston University absolviert hatte. 2014 wurde sie zur ordentlichen Professorin ernannt.
Reeder widmet sich der Krankheitsökologie, dem Verhalten, der Physiologie und dem Naturschutz bei Fledermäusen. Insbesondere konzentriert sie sich auf die Beziehungen zwischen der Gesundheit von Fledermäusen, der Gesundheit des Ökosystems und dem Krankheitsrisiko für den Menschen bei den Epaulettenflughunden in Zentral- und Ostafrika. Sie betrieb umfangreiche Studien über das White-Nose-Syndrom (WNS), eine tödliche Wildtierkrankheit, die nordamerikanische Fledermauspopulationen befällt. Reeder hat auch eine Forschungsstelle am National Museum of Natural History der Smithsonian Institution in Washington D.C. Neben ihrer Fledermausforschung ist sie international für ihre Studien zur Artenvielfalt von Säugetieren, insbesondere im Südsudan, bekannt.
Im Juni 1993 gab sie in Zusammenarbeit mit Don E. Wilson die zweite Auflage des Werkes Mammal Species of the World heraus, in dem 26 Ordnungen mit 4629 Arten aufgeführt sind. Im Dezember 2015 folgte die dritte Auflage in zwei Bänden, die 29 Ordnungen mit 5416 Arten umfasst. Mammals Species of the World entwickelte sich zu einem Standardwerk über Säugetiere und existiert daneben als Online-Datenbank.
2013 gehörte Reeder zu einem Team von Wissenschaftlern, das die neue monotypische Gattung Niumbaha für die Schwarzweiße Schmetterlingsfledermaus einführte. Diese Art wurde 1939 von Robert William Hayman beschrieben und in die Gattung Glauconycteris gestellt.
2025 erschien ihr Buch The Lives of Bats: A Natural History.